# Castlemore Moat
Castlemore Moat (irisch Ráth an Chaisleáin Mhóir) ist eine abgegangene Motte im irischen County Carlow und gilt als National Monument.

## Lage
Castlemore Moat liegt etwa 2 km nordwestlich von Tullow und 2 km westlich des Flusses Slaney. Etwa 1 km südlich davon liegt das Landhaus Castlemore House aus dem 19. Jahrhundert.

## Geschichte und Archäologie
Die Motte ließ Raymond FitzGerald, einer der Kommandeure der anglonormannischen Eroberung von Irland, im 12. Jahrhundert anlegen. Das Gebiet Forth O’Nolan wurde ihm zugewiesen und er heiratete Basilia, die Schwester von Strongbow. Das Paar lebte gemeinsam auf Castlemore Moat.
Heute ist nur noch ein künstlicher Hügel von der Motte erhalten geblieben, der etwa 9 Meter hoch ist. Darauf steht ein 170 cm × 45 cm × 30 cm großer Menhir mit einem eingeritzten lateinischen Kreuz mit Suppedaneum. Der Mound ist nicht genau kreisförmig, sondern misst 18 Meter in Ost-West-Richtung und 13 Meter in Nord-Süd-Richtung.